# Andigné
Andigné [ɑ̃diɲe] ist eine Ortschaft und eine Commune déléguée in der französischen Gemeinde Le Lion-d’Angers mit 443 Einwohnern (Stand: 1. Januar 2022) im Département Maine-et-Loire in der Region Pays de la Loire. Die Einwohner werden Andignéens genannt.
Mit Wirkung vom 1. Januar 2016 trat Andigné der Nachbargemeinde Le Lion-d’Angers bei. Die Gemeinde Andigné gehörte zum Arrondissement Segré und zum Kanton Tiercé.

## Geographie
Der Ort Andigné liegt etwa 35 Kilometer nordnordwestlich von Angers am Oudon.

## Bevölkerungsentwicklung
| Jahr                       | 1962 | 1968 | 1975 | 1982 | 1990 | 1999 | 2006 | 2013 |
| -------------------------- | ---- | ---- | ---- | ---- | ---- | ---- | ---- | ---- |
| Einwohner                  | 270  | 263  | 242  | 274  | 267  | 262  | 307  | 388  |
| Quellen: Cassini und INSEE |      |      |      |      |      |      |      |      |

## Sehenswürdigkeiten
- Kirche Saint-Aubin
- Kapelle Saint-Sébastien
- Schloss Saint-Hénis aus dem 15./16. Jahrhundert, Monument historique (siehe auch: Liste der Monuments historiques in Le Lion-d’Angers)
- Schloss La Picoulière

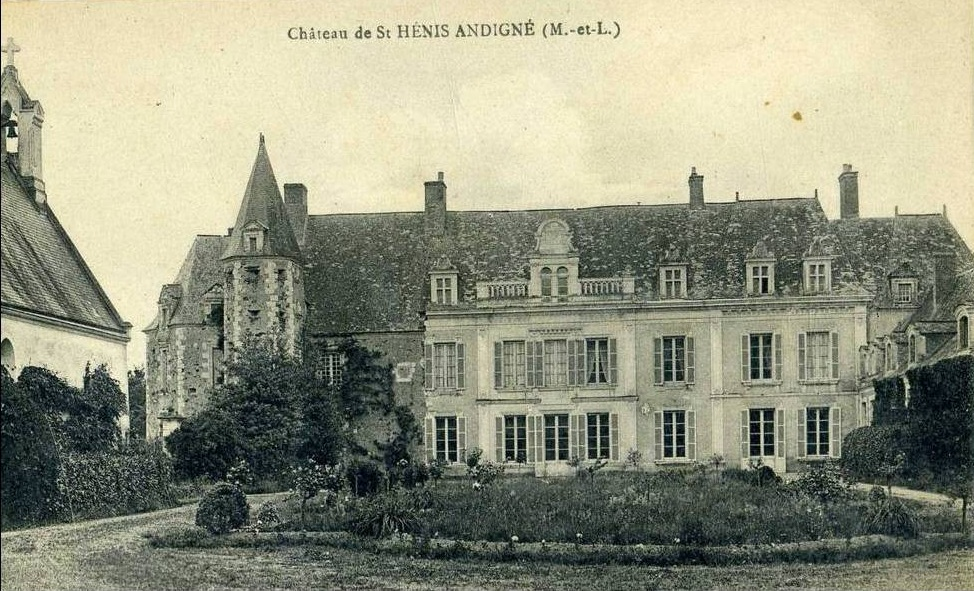
Schloss Saint-Hénis
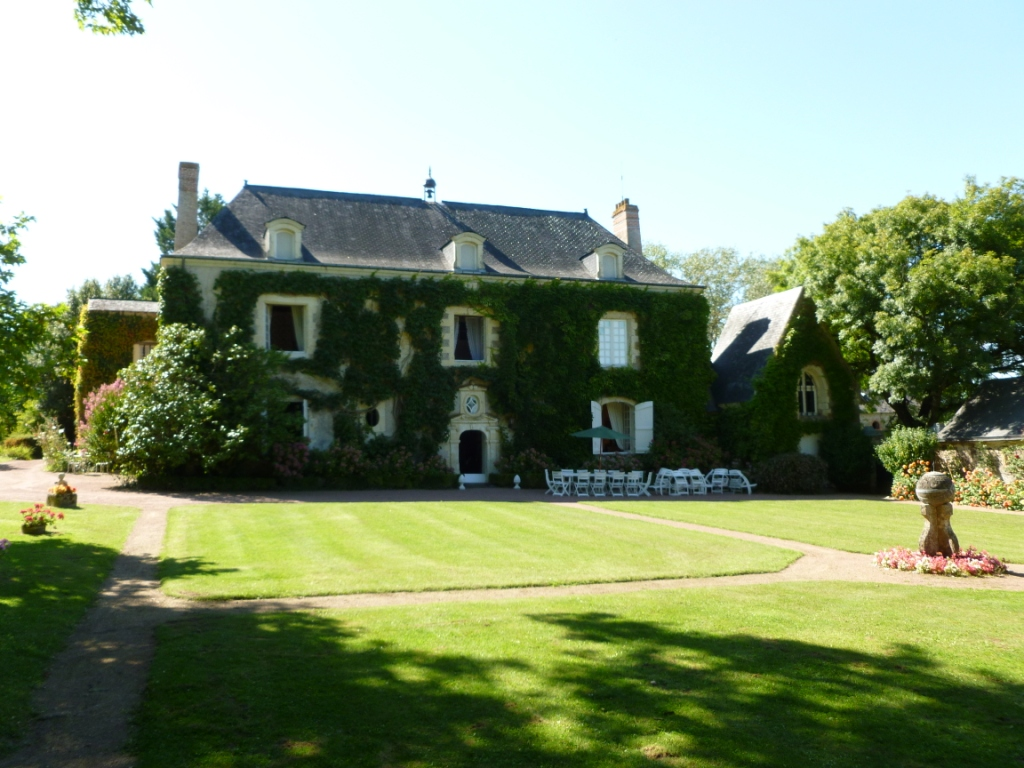
Schloss La Picoulière